# Neoclytus muricatulus
Neoclytus muricatulus es una especie de escarabajo longicornio del género Neoclytus, tribu Clytini, subfamilia Cerambycinae. Fue descrita científicamente por Kirby en 1837.

## Descripción
Mide 5-12 milímetros de longitud.

## Distribución
Se distribuye por Canadá y Estados Unidos.